# 凡尔赛文学
凡爾賽文學又稱凡爾賽文體，簡稱凡學，是中国大陆於2020年興起的一種文學手法，指的是通過明贬暗褒、先抑後揚、自嘲的文字炫耀個人，在不經意的抱怨底下藏着的是滿滿的優越感。此外這一風格的文字還會出現自問自答以及他人評價。這一概念的名稱來自於講述18世紀末法國貴族紙醉金迷的日本漫畫《凡爾賽玫瑰》，創始人是新浪微博用戶小奶球。小奶球在豆瓣建立凡尔赛学研习小組，發表凡爾賽文學風格的文字。

## 示例
撒贝宁：“我作为一个资深北漂，当然我的北漂跟很多北漂不太一样，因为我是被迫北漂，我不是主动去的，因为我被保送北大。每当高考的时候，我的心里总有一些难言的伤痛，别人参加高考都可以填报志愿，而我连选择学校的权利都没有，因为北大直接录取了我。所以你看我拿到这个通知书以后，我非常纠结，我在想，去吧，北大距离那么远，远离家乡、亲人、小伙伴，但是如果不去呢，北大这个学校也还可以。真的你想，万一你要不小心收到个清华的保送通知书，你人生就毁了，就毁了，所以我一想北大还可以，那就去吧！”
A：「羨慕同事們有香菇雞肉餐可以吃⋯而我只能吃魚翅拌飯。」